# Hemicyclops leggi
Hemicyclops leggi är en kräftdjursart som beskrevs av Thompson och Scott 1903. Hemicyclops leggi ingår i släktet Hemicyclops och familjen Clausidiidae. Inga underarter finns listade i Catalogue of Life.